# Uwe Stothfang
Uwe Stothfang (* 12. Mai 1937) ist ein ehemaliger deutscher Fußballspieler. 

## Spielerkarriere

### Vereine
Stothfang begann beim schleswig-holsteinischen Mehrspartenverein TSV Brunsbüttelkoog mit dem Fußballspielen und rückte – dem Jugendalter entwachsen – in die Erste Mannschaft auf. Von 1955 bis 1957 spielte er in der Amateurliga Schleswig-Holstein.
Zur Saison 1957/58 wurde er vom FC St. Pauli verpflichtet, für den er bis Saisonende 1963/64 in der erstklassigen Oberliga Nord, die letzte – mit Einführung der Bundesliga, die am 24. August 1963 ihren Spielbetrieb aufnahm – in der seinerzeit zweitklassigen Regionalliga Nord. In seiner Premierensaison verpasste er nur drei Punktspiele, in den 29, in denen eingesetzt wurde, erzielte er zehn Tore. Er debütierte am 11. August 1957 (1. Spieltag) beim 2:0-Sieg im Heimspiel gegen Holstein Kiel. Sein erstes Tor ließ er eine Woche später bei der 1:2-Niederlage im Auswärtsspiel gegen den TuS Bremerhaven 93 mit dem Treffer zum 1:0 in der 20. Minute folgen. Mit dem Gewinn der regionalen Meisterschaft 1964 verließ er den Verein und schloss sich Altona 93 an, für den Verein er lediglich eine Saison lang spielte.

### Nationalmannschaft
Stothfang nahm mit der DFB-Jugendauswahl „A“ im Jahr 1954 an der zweiten Austragung des FIFA-Turniers im eigenen Land teil. Sein Debüt als Nationalspieler gab er am 11. April in Wuppertal im ersten Gruppenspiel, das mit 6:1 über die saarländische Auswahl gewonnen wurde; es blieb sein einziges Turnierspiel. Die spanische Auswahl, die im Finale 2:2 unentschieden n. V. gegen die DFB-Jugendauswahl „A“ spielte, wurde zum Turniersieger erklärt, da sie in der Vorschlussrunde mit 1:0 gegen die Auswahl Argentiniens nach dem Divisionsverfahren das „bessere“ Torverhältnis aufwies. 

### Erfolge
- Finalist FIFA-Juniorenturnier 1954
- Meister Regionalliga Nord 1964

## Trainerkarriere
Nach dem Ende seiner Spielerkarriere trainierte er von 1968 bis 1971 den BSC Brunsbüttel, der am 21. April 1967 aus der Fusion der seinerzeit eigenständigen Vereine TSV Brunsbüttelkoog, BSV Brunsbüttel und VfB Brunsbüttelkoog entstanden war, und kurz zuvor in die Landesliga Schleswig-Holstein aufgestiegen ist. Am Ende seiner ersten Saison schloss seine Mannschaft als Achter in der Staffel Süd ab; in seiner zweiten Saison führte er die Mannschaft auf den dritten Platz hinter dem SV Friedrichsort und dem Heider SV. Damit für die Endrunde um die Deutsche Amateurmeisterschaft qualifiziert, konnte sie sich im Achtelfinale noch gegen Union Böckingen durchsetzen, doch im Viertelfinale schied sie gegen den FV Eppelborn aus. Am Saisonende 1970/71, seiner letzten als Trainer, wurde seine Mannschaft Siebter; ihm folgte zur Saison 1971/72 Kuno Böge.